# Монах Монтаудонский

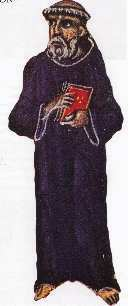
Монах Монтаудонский. Деталь миниатюры из песенника XIII века

Монах Монтаудонский, Пейре де Вик (окс. Monge de Montaudon, Pèire de Vic; ок. 1143, Вик-сюр-Сер — ок. 1210, приорат Сен-Пьер-де-Белок, Венса; годы творчества ок. 1193—1210) — католический монах, приор Монтаудонской обители, трубадур.

## Биография
Дворянин по рождению. Родился в замке Вик-сюр-Сер около Орильяка (современный департамент Канталь) в Оверни. В Орильяке монашествовал в местном аббатстве, затем был приором в Монтаудонском монастыре (местонахождение не установлено).
По сообщению средневекового жизнеописания, получил разрешение вернуться к светской жизни за свой талант, был принят при многих куртуазных дворах. В «Жизнеописаниях трубадуров» отмечалось: «Дары, полученные от покровителей, употреблял во благо своей обители. Ещё в монастыре стал он стихи слагать и сирвенты на злобы дня, и рыцари и сеньоры округи той, забрав из монастыря его, стали ему оказывать всяческие почести, всё ему даря, что ему ни понравится и чего он не попросит; он же всё это нёс в Монтаудонский свой приорат. Не снимая одеяния, он между тем отстроил и весьма украсил свою церковь». После этого он обратился к аббату в Орильяке и попросил благословения стать придворным поэтом короля Арагона Альфонсо II. Его просьба была одобрена аббатом. По желанию короля, при дворе в Пюи-ан-Веле трубадур «ухаживал за дамами, кансоны слагал и пел», стал распорядителем поэтических состязаний.
О конце жизни Монаха Монтоудонского в его жизнеописании указывалось: «Долгое время правил он двором Пюи, пока сам двор сей не угас. Тогда отправился он в Испанию, где все короли и сеньоры превеликие ему оказали почести. И прибыл он там в приорат под названием Вилафранка, что в ведении аббатства Орлакского, и аббат приорат передал ему сей, он же, весьма его обогатив и украсив, дни свои там скончал и умер».
В жизнеописании отмечалось, что трубадур оставил после себя множество «прекрасных кансон». Известны сочинения Монаха Монтоудонского в жанре энуэг («докука») и плазер («удовольствие»), где трубадур в юмористической форме перечисляет вещи, вызывающие у него тоску и радующие, веселящие его. В его стихах прослеживается скептическое отношение к крестовым походам и вообще к военному делу. В тенсоне «Гостил я в раю на днях…» он ведёт прения с Богом, стараясь оправдать то, что вернулся к мирской жизни, стал поэтом. Сохранилось 17 его произведений. К двум сохранились ноты, однако лишь одна мелодия сочинена непосредственно самим монахом Монтаудонским (к песне Ara pot ma domna saber), а другая — мелодия песни Бертрана де Борна Rassa, tan creis e monta e poia, которая использована в песне-энуэг Fort m`enoia so auzetz dire.